# Близькосхідний коронавірусний респіраторний синдром
Близькосхі́дний коронаві́русний респірато́рний синдро́м (БКРС) (англ. Middle East respiratory syndrome coronavirus, MERS-CoV); — клінічний синдром інфекційного походження з переважним ураженням органів дихання, який спричинює вид вірусів роду Betacoronavirus, підродини Coronavirinae, що в 2013 році отримав офіційну назву «коронавірус близькосхідного респіраторного синдрому» (MERS-CoV). Коронавіруси є великою родиною вірусів, до відкриття нового вірусу БКРС були відомі 4 віруси цієї родини, що здатні спричинити у людини коронавірусну інфекцію, починаючи від застуди з появою ринофарингіту до тяжкого гострого респіраторного синдрому (ТГРС), який обумовив епідемію зі значним міжнародним поширенням і летальністю у 2002—2003 рр.. На сьогодні експертні групи ВООЗ не прийшли до висновку — чи потрібно ввести БКРС у регулятивну частину Міжнародних медико-санітарних правил 2005 року, як це було зроблено у випадку ТГРС і коронавірусної хвороби 2019 (COVID-19), хоча висловлюють занепокоєння через швидке поширення і не виключають можливості  застосування цих правил щодо БКРС надалі, як це здійснюється, зокрема, стосовно пташиного грипу, легеневої чуми, хвороби, яку спричинює вірус Ебола. Однак про всі випадки БКРС необхідно сповіщати ВООЗ. «Синдром» у назві цього стану не змінюють на «хворобу» через те, що є нез'ясовані положення, зокрема, про джерела інфекції, але існують й інші причини респіраторних уражень, що можуть мати такі ж симптоми. Тому згідно існуючих положень про застосування термінів «хвороба», «синдром» у назві залишили як складову останньої.

## Поява і подальше поширення близькосхідного коронавірусного респіраторного синдрому

### Перший випадок БКРС
Перші випадки захворювання, яке спричинив новий вірус, були зареєстровані у людей на початку осені 2012 року. На це звернули увагу лікарі Британії, коли в країну приїхав 49-річний мешканець Катару, що до цього був у поїздці в Саудівській Аравії і захворів.

### Подальше поширення БКРС
Станом на 21 квітня 2024 року з вересня 2012 року згідно з повідомленнями ВООЗ у світі зареєстровано 2618 підтверджених випадків захворювання, яке спричинює збудник БКРС, зокрема зафіксовано 945 смертей (летальність 36 %). Вони зареєстровані у 27 країнах зі всіх шести регіонах ВООЗ. З них 84% випадків і 91% смертей були зареєстровані в Королівстві Саудівська Аравія. З 2019 року не було зареєстровано випадків хвороби за межами Близького Сходу..
До літа 2015 року випадки БКРС були виявлені в 26 країнах світу, включаючи, зокрема, Саудівську Аравію, Велику Британію, Катар, Ємен, Об'єднані Арабські Емірати, Францію, Німеччину, Італію, Грецію, Туніс, Єгипет, Малайзію, Південну Корею.
До травня 2015 року БКРС траплявся переважно на території Аравійського півострова, зокрема, у Саудівській Аравії та прилеглих до неї країнах Близького Сходу. Випадки занесення коронавірусу БКРС до більш віддалених країн були поодинокими аж до виникнення епідемії в Республіці Корея. Станом на 2016 рік ця епідемія є винятком, усі подальші випадки продовжують відбуватися на Аравійському півострові, що залишає підозру на ендемічний характер цієї хвороби. Проте станом на 2021 рік зберігається переважна ендемічність захворювання — з 2012 року до 31 липня в Саудівській Аравії зафіксовано найбільшу кількість захворілих у світі — 2178 (84,48 %), і відповідно найбільшу кількість померлих — 810 (91,22 %).

### Епідемія у Південній Кореї (2015)
З 11 травня 2015 року, незвичайний спалах цієї хвороби спостерігали у Південній Кореї, коли на БКРС захворів громадянин цієї країни, що заразився під час перебування на Близькому Сході. На 21 липня 2015 року зареєстровано 185 випадків хвороби і 36 смертей серед захворілих. 1 випадок, який виник через зараження від первинного пацієнта в Республіці Корея, зафіксований у КНР та віднесений до основного спалаху. Таким чином, за 15 днів спостереження до оголошення не зафіксовано жодного нового випадку хвороби. Середній вік пацієнтів становить 55 років (від 16 до 87 років). Більшість захворілих (59 %) — чоловіки. Захворіло 26 (14 %) працівників охорони здоров'я. Продовжується моніторинг 5 контактів. Взагалі відстежено 14 062 контактів. Практично всі випадки пов'язані з одним джерелом інфекції та знаходженням хворих у медичних установах за винятком першого випадку, від якого і пішло поширення вірусу в цій країні. Лише 4 випадки пов'язані з перебуванням захворілих у залізничних терміналах та поїзді, де був досить тривалий контакт з джерелами БКРС.
Поки влада країни визначила 44 лікарні, де або сталася передача хвороби, або був знайдений вірус БКРС, обстеження на який було зроблено через те, що їх відвідували пацієнти, у яких надалі був діагностований БКРС з виявленням вірусу. Корейські та китайські вчені завершили повне секвенування генома коронавірусу, який обумовив цей спалах. Результати були проаналізовані групою вірусологів, які є експертами ВООЗ. Попередній аналіз цих даних дає змогу відзначити, що вірус не став більш патогенним і вірулентним. Пояснення швидкого поширення хвороби в Кореї майже напевно полягає в іншому, поки ще не встановленому, факторі або в спільній дії групи факторів. Місія ВООЗ вважає, що вірус циркулює на рівні медичних закладів і не відмічається широка циркуляція у суспільстві. Також є констатація того, що повне знищення спалаху може відбутися через певний, відносно тривалий час. Є розуміння того, що спалах трапився через необізнаність корейських лікарів із симптомами БКРС, переповнення лікарень пацієнтами, особливостями організації медичної допомоги в Республіці Корея, коли пацієнти ходять по допомогу до лікарень, широке відвідування родичами хворих в стаціонарі, що нівелює багато протиепідемічних заходів по зупиненню передачі інфекції. Через це місія ВООЗ зробила певні пропозиції по налагодженню протиепідемічної діяльності, направленої на викорінення спалаху БКРС в Південній Кореї. Запропоновано посилити:
- раннє і повне виявлення всіх контактів захворілих осіб;
- карантин і моніторинг усіх контактів підозрюваних на БКРС хворих;
- повну реалізацію усіх заходів стримування інфекції, профілактики і контролю;
- недопущення поїздок, особливо на міжнародному рівні, захворілих, інфікованих осіб і їх контактів.[12][13]

12 жовтня 2015 року було сповіщено про те, що хворий, громадянин Кореї, якій раніше перехворів на БКРС та був виписаний з стаціонару 3 жовтня 2015 року за наявності 2 негативних результатів на коронавірус, повторно госпіталізований 11 жовтня через появу гарячки та 12 жовтня в нього отримали позитивний результат на вірус БКРС. Відомо, що це 35-річний чоловік, який захворів уперше ще у травні 2015 року. Після лікування та тривалої ізоляції він був виписаний у задовільному стані. На 14 жовтня 2015 року його стан при повторному стаціонарному лікуванні та ізоляції лікарі розцінюють як задовільний. Продовжуються епідеміологічні спостереження. ВООЗ не вважає за необхідне змінювати заходи епідеміологічного контролю. Можливо, що слабкість імунної відповіді обумовлює тривале перебування цього вірусу в організмі людини і за наявності якихось факторів може спровокувати рецидив БКРС.

## Етіологія
Детальніші відомості з цієї теми ви можете знайти в статті Коронавірус близькосхідного респіраторного синдрому.

## Епідеміологічні особливості

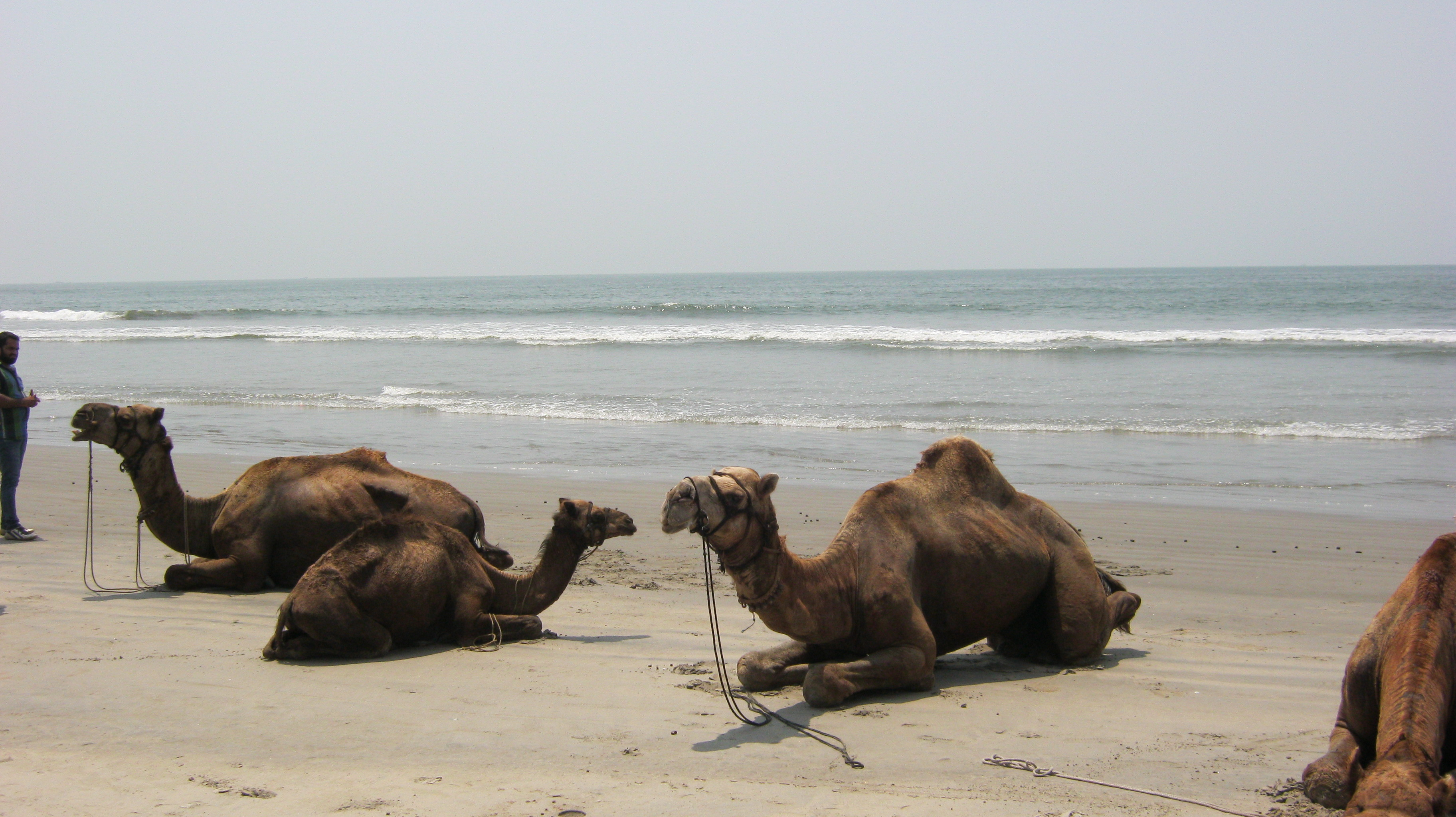
Верблюди — головний підозрюваний резервуар коронавірусу MERS на Близькому Сході.

### Джерело інфекції та резервуар
Ряд досліджень виявили наявність антитіл до збудника БКРС у верблюдів. Вважають, що відсутність проявів хвороби дозволяє вважати верблюдів вторинним резервуаром коронавірусу, адже випадки виявлення його у них непостійні, хоча вірус виділяли з сечі, крові, органів, м'яса цих тварин. Таким чином первинний резервуар хвороби ще не встановлений. Людина є малоактивним джерелом інфекції. Чи стає людина резервуаром інфекції, поки що невідомо. Дослідження на наявність антитіл у таких тварин, як кози, корови, вівці, буйволи, свині і дикі птахи не виявило в них позитивних результатів. Розуміння того, як відбувається зараження людей від верблюдів стане вирішальним для припинення поширення цієї хвороби.. Є припущення, що в далекому минулому передача цього коронавірусу відбулася до верблюдів від невстановлених кажанів. Свідчень про те, що наразі виявлені якісь кажани, що містять в собі цей вірус, поки що не надходило.

### Механізм і фактори передачі
Згідно аналізу проведених епідеміологічних спостережень, для БКРС не є притаманним той активний повітряно-крапельний механізм передачі інфекції, який реалізується при грипі, кору тощо. Є міркування, що передача вірусу людям від верблюдів може здійснюватися за рахунок прямого контакту — вживання молока та м'яса цих тварин. Передача збудника БКРС від людини до людини відбувається при пасивній повітряно-крапельній передачі — внаслідок тісного контакту із зараженим, скоріше за все, при розмові, поцілунках, догляді за хворим у медичних установах і вдома, користуванні спільним посудом, предметами побуту тощо.

### Сприйнятливий контингент та імунітет
Людська сприйнятливість до кінця ще не прояснена. Люди, які працюють з верблюдами (наприклад, сільськогосподарські робітники, працівники боєнь, ветеринари тощо), можуть частіше заражатися вірусом БКРС, ніж ті особи, які не мають регулярних тісних контактів з верблюдами. Є свідчення, що найтяжче хворіють літні люди, особи з ослабленою імунною системою, фоновими хронічними захворюваннями, такими як рак, захворювання легень і цукровий діабет. Вивчення частоти безсимптомної інфекції показало коливання кількості випадків від 12,5 % до 25,1 %. Особливий інтерес представляє те, що більшість виявлених безсимптомних випадків були серед дітей (41,9 %—81,8 %), що поки немає чіткого пояснення. Стосовно тривалості імунітету після перенесеної хвороби даних ще замало.

## Патогенез
Багато ланок патогенезу БКРС ще не вивчені. Імовірно розвивається недостатність вироблення легеневого сурфактанту, що спричинює злипання альвеол за рахунок підвищення поверхневого натягнення рідини в них, що зумовлює розвиток гострого респіраторного дистрес-синдрому дорослих (ГРДСД). Уражається система мононуклеарних фагоцитів (СМФ), розвивається лімфопенія, пригнічується синтез інтерферону. Загалом патогенез БКРС, скоріше за все, схожий на патогенез ТГРС, хоча поки що не відмічені клінічно значущі супресивні властивості збудника БКРС, як це виявлено у того коронавірусу, який породжує ТГРС.

## Клінічні прояви
Через недавню появу БКРС у світі не можна повноцінно описати клінічну симптоматику хвороби. Саме через це у МКХ-10 відсутній код для цієї хвороби, а її кодують до B34.2 «Коронавірусна інфекція неуточненої характеристики».
Клінічні прояви характерні для банального гострого респіраторного вірусного захворювання: основними початковими симптомами є гарячка, кашель, задишка, іноді діарея. У міру розвитку хвороби може переходити у тяжкий ГРДСД іноді з розвитком пневмонії. У деяких випадках виникає гостра ниркова недостатність. Смерть хворих відбувається через гостру дихальну і ниркову недостатність. Взагалі помирає до 36-40 % захворілих.

## Діагностика
Клініко-епідеміологічна діагностика ґрунтується на тому, що підозрілий на БКРС випадок — це наявність ознак ГРВІ у хворого, що був у відповідних географічних районах, де на сьогодні циркулює збудник БКРС, мав контакти з тваринами або з хворими на підтверджений БКРС. При такій підозрі потрібно провести лабораторну діагностику для встановлення діагнозу. Для цього на сьогодні використовують ПЛР. Для проведення ПЛР беруть від хворого назофарингеальний та орофарингеальний мазок, мокротиння, рідину після промивання бронхів, кров. Позитивний результат ПЛР повністю підтверджує наявність БКРС у підозрюваного хворого. За негативних результатів ПЛР і при наявності висикого ступеню клініко-епідеміологічної підозри проводять ІФА. Наявність в крові пацієнта IgM до збудника БКРС теж підтверджує діагноз.

## Лікування
Специфічного лікування на сьогодні не розроблено. Отримані позитивні результати експериментального застосування препарату ремдесивір. Застосовують респіраторну підтримку з підключенням хворих з тяжким перебігом і розвитком ГРДСД до апарату штучної вентиляції легень. Проводиться патогенетична терапія. Перспективними для лікування вважають плазму тих, хто видужав, інтерферони, лопінавір, поліклональні та моноклональні антитіла.

## Профілактика

### Специфічна профілактика
На сьогодні не розроблена. Вакцини проти БКРС не винайдено.

### Загальна профілактика
Ґрунтується на застосуванні запобіжних заходів при відвідуванні ферм, ринків, комор, стадіонів для верблюдячих перегонів тощо, де присутні верблюди та інші тварини. Необхідно застосовувати загальні заходи гігієни, включаючи регулярне миття рук до і після контакту з тваринами, уникати контакту з хворими тваринами. Споживання сирих продуктів тваринного походження, у тому числі молока і м'яса, несе за собою високий ризик зараження різними мікроорганізмами, які здатні спричинити захворювання у людини, в тому числі, і БКРС. Продукти тваринного походження, які обробляють тривалою дією підвищеної температури, за допомогою пастеризації є безпечними для споживання, але при цьому слід суворо дотримуватися усіх технологічних правил. Треба уникати контакту термічно оброблених продуктів з необробленими. Верблюдяче м'ясо і молоко можна вживати виключно після пастеризації, варіння, або іншої термічної обробки. Люди з категорій ризику можливості тяжкого захворювання на БКРС повинні уникати контакту з верблюдами, не пити верблюдяче сире молоко, або їсти м'ясо, яке не було належним чином приготоване.
ВООЗ не рекомендує вводити карантинні заходи, обмежувати контакти між країнами, забороняти мандрівки до країн, де зареєстровані випадки БКРС.

### Профілактика передачі в медичних установах
Заходи по загальній профілактиці внутрішньолікарняних інфекцій та заходи біологічного контролю мають вирішальне значення для запобігання можливого поширення БКРС в медичних установах. Маніпуляції, які здійснюють пацієнтам з підозрюваним або підтвердженим випадком БКРС, необхідно проводити такими інструментами, що є одноразовими, або можуть бути піддані відповідним дезінфекційним заходам і засобам. Медпрацівники повинні бути навчені та підготовлені для здійснення профілактики БКРС, вміти проводити бар'єрний захист тіла (носити респіратор або захисну ротову маску, халат, захисні окуляри, мити руки спеціальними рідкими дезінфікуючими розчинами після кожної маніпуляції тощо).. Через те, що не завжди вчасно можна виявити пацієнтів з БКРС, адже, як й інші респіраторні інфекції, ранні симптоми БКРС є неспецифічними, тому медичні працівники завжди повинні застосовувати стандартні запобіжні заходи послідовно при роботі з усіма пацієнтами, незалежно від їх діагнозу.